# Bulzeşti
Bulzeşti es una comuna ubicada en el distrito de Dolj, Rumania.

## Superficie
Posee una superficie de 63,05 kilómetros cuadrados.

## Demografía
Hasta 2021 la población era de 1269 habitantes, con una densidad de población de 20,13 habitantes por kilómetro cuadrado.